# アルマンド・オビスポ
アルマンド・オビスポ（Armando Obispo、1999年3月5日 - ）は、オランダ・北ブラバント州ボクステル出身のサッカー選手。PSVアイントホーフェン所属。ポジションはDF。

## 経歴
2016年8月8日、FCデン・ボスとのリーグ戦でプロデビューを果たした。
2019年6月19日、フィテッセにレンタル移籍で加入することが発表された。

## タイトル
PSV
- ヨハン・クライフ・スハール：2021, 2022